# Agritubel (wielerploeg)/2007
Deze pagina geeft een overzicht van de wielerploeg Agritubel in 2007.
| Naam                  | Geboortedatum | Nationaliteit | Ploeg 2006            |
| --------------------- | ------------- | ------------- | --------------------- |
| Linas Balčiūnas       | 14-02-1978    | Litouwen      |                       |
| Aivaras Baranauskas   | 06-04-1980    | Litouwen      |                       |
| Émilien-Benoît Bergès | 13-01-1983    | Frankrijk     | Auber 93              |
| Freddy Bichot         | 09-09-1979    | Frankrijk     | La Française des Jeux |
| Manuel Calvente       | 14-08-1980    | Spanje        |                       |
| Cédric Coutouly       | 26-01-1980    | Frankrijk     |                       |
| Hans Dekkers          | 07-08-1981    | Nederland     |                       |
| Moisés Dueñas         | 10-05-1981    | Spanje        |                       |
| Romain Feillu         | 16-04-1984    | Frankrijk     | Beloften              |
| Mikel Gaztanaga       | 30-12-1979    | Spanje        | Atom                  |
| Eduardo Gonzalo       | 25-08-1983    | Spanje        |                       |
| Cédric Hervé          | 14-11-1979    | Frankrijk     | Bretagne-Jean Floc'h  |
| Nicolas Jalabert      | 13-04-1973    | Frankrijk     | Phonak                |
| José Alberto Martínez | 10-09-1975    | Spanje        |                       |
| Juan Miguel Mercado   | 08-07-1978    | Spanje        |                       |
| Samuel Plouhinec      | 05-03-1976    | Frankrijk     |                       |
| Freddy Ravaleu        | 08-04-1977    | Frankrijk     |                       |
| Anthony Ravard        | 28-09-1983    | Frankrijk     |                       |
| Denis Robin           | 27-06-1979    | Frankrijk     |                       |
| Benoît Salmon         | 09-05-1974    | Frankrijk     |                       |
| Benoît Sinner         | 07-08-1984    | Frankrijk     |                       |
| Nicolas Vogondy       | 08-08-1977    | Frankrijk     | Crédit Agricole       |

## Overwinningen
Driedaagse van West-Vlaanderen
2e etappe: Hans Dekkers
Classic Loire-Atlantique
Nicolas Jalabert
Ronde van Rhone-Alpes Isere
2e etappe: Nicolas Vogondy
Ronde van de Vendée
Mikel Gaztanaga
GP Paredes Rota dos Moveis
1e etappe: Mikel Gaztanaga
Boucles de l'Aulne
Romain Feillu
Ronde van Luxemburg
3e etappe: Romain Feillu
Boucles de la Mayenne
2e etappe: Nicolas Vogondy
Eindklassement: Nicolas Vogondy
Regio Tour
2e etappe: Moisés Dueñas
Eindklassement: Moisés Dueñas
Ronde van Groot-Brittannië
Romain Feillu
Parijs-Bourges
Romain Feillu
2005 · 2006 · 2007 · 2008 · 2009